# C'est la vie parisienne
C'est la vie parisienne è un film del 1954 diretto da Alfred Rode.

## Trama
Negli anni 1900, il padre del giovane visconte Paul de Barfleur impedisce al figlio di sposare la cantante Cricri Delagrange, stella del cabaret C'est la Vie Parisienne.
Salto temporale. Nei primi anni cinquanta, il musicista jazz Alain de Villebois, nipote di Paul, si innamora della ricca Christine Weston, nipote di Cri Cri. Com'era successo ai nonni, i due ragazzi cozzano contro la volontà dei rispettivi genitori che vogliono impedire la loro relazione.

## Produzione
Il film fu prodotto dalla Société des Films A. Rode.

## Distribuzione
Distribuito dalla Les Films Fernand Rivers, il film uscì nelle sale cinematografiche francesi il 28 maggio 1954.